# James Graham (2e marquis de Montrose)
James Graham, 2e marquis de Montrose (c. 1631 - février 1669) est un noble et juge écossais, surnommé le « bon » marquis.

## Jeunesse
Il est le deuxième fils de James Graham (1er marquis de Montrose), et de sa femme, Magdalene Carnegie, fille de David Carnegie, 1er comte de Southesk. Ses grands-parents paternels sont John Graham, 4e comte de Montrose et Margaret Ruthve (fille de William Ruthven, 1er comte de Gowrie).
Peu de temps après la mort de son frère aîné au Bog of Gight en 1645, il est capturé par le général John Urry à Montrose, Angus où, âgé d'environ 14 ans, il fréquente l'école avec un tuteur. Ils sont pendant un certain temps emprisonnés au château d'Édimbourg.

## Domaine de Montrose
Après l'exécution du 1er marquis de Montrose pour haute trahison le 20 mai 1650, les domaines de Montrose sont confisqués. Après la défaite de Charles II en 1652, Montrose fait une apparition à Londres, est reçu par Oliver Cromwell, et part rapidement pour l'Écosse, où ses biens lui sont restitués. L'année suivante, il participe au soulèvement des Highlands sous William Cunningham (9e comte de Glencairn).
En mars 1653-4, il a une violente querelle avec son ennemi héréditaire Archibald Campbell (9e comte d'Argyll). Lorsque les choses dans les Highlands commencent à sembler désespérées, lui et Glencairn proposent à George Monck de se rendre, contre la vie sauve. Peu de temps après, Montrose avec une force de deux cents hommes est complètement mis en déroute par une force plus petite sous Cornet Peas. Lui et son parti acceptent ensuite des termes de paix séparés avec Monck, acceptant le 23 de venir à Dundee et de rendre leurs armes et d'organiser des garanties.
Après la Restauration, Montrose participe aux funérailles nationales de son père à l'abbaye de Holyrood le 1er janvier 1661. Il refuse de voter au procès d'Archibald Campbell (1er marquis d'Argyll) en avril suivant, affirmant qu'il ne peut pas être impartial. Montrose fait une réclamation monétaire contre son fils, Archibald Campbell (9e comte d'Argyll), en récompense des terres qui ont été données au marquis de Montrose sur les confiscations de son père. L'affaire entraîne un litige entre eux, mais un arrangement négocié est conclu et le 23 février 1667.
Montrose est nommé Lord de session extraordinaire, le 25 juin 1668.

## Vie privée
Montrose épouse Isabella Douglas (1630-1673), la cinquième fille de William Douglas (7e comte de Morton). De sa femme, Montrose a deux fils et deux filles. 
- James Graham, 3e marquis de Montrose (1657-1684), qui épouse Lady Christian Leslie[1].
- Charles Graham, décédé jeune en 1674[1].
- Anne Graham, qui épouse Alexander Livingston, 3e comte de Callendar [1]
- Jane Graham, qui épouse Jonathan Urquhart de Cromarty [1]
- Grizel Graham, qui épouse William, le deuxième fils de William, Lord Cochrane[1]

Il meurt en février 1669 et Argyll, qu'il nomme tuteur de son fils, se rend d'Inveraray dans le Perthshire pour assister à ses funérailles.